# David Popper

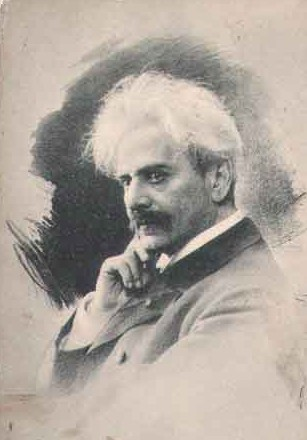
David Popper.

David Popper, född den 18 juni 1843 i Prag, död den 7 augusti 1913 i Baden bei Wien, var en österrikisk (tjeckisk) violoncellist.
Popper, som var elev av Goltermann vid konservatoriet i Prag, gjorde från 1863 konsertturnéer genom Europa (han var i Stockholm 1883) och ansågs med avseende på tonens skönhet, uttrycksfullt föredrag och nobel uppfattning även av klassiska kompositioner för en bland samtidens allra främsta virtuoser på sitt instrument. 
Åren 1868-73 var han anställd som förste cellist vid hovoperan i Wien. År 1872 gifte han sig med den berömda pianisten Sophie Menter, men skildes från henne 1886. Han blev 1886 professor vid musikakademin i Budapest. Popper komponerade även solostycken för violoncell och utarbetade en högre violoncellskola.